# Minefelt
Et minefelt er et afgrænset land- eller søområde hvor der er udlagt landminer respektive søminer.

## Minefelter, 2. verdenskrig
Langs den jyske vestkyst oprettede Nazi-Tyskland flere minefelter under 2.verdenskrig.
De allierede oprettede også søminefelter i indre danske farvande. Minerne blev nedkastet fra fly.
| Våben | Spire Denne artikel om våben er en spire som bør udbygges. Du er velkommen til at hjælpe Wikipedia ved at udvide den. |